# 安德魯·亞當斯 (政治家)
安德魯·亞當斯(英語：Andrew Adams,1736年1月7日—1797年11月26日)是一位出身於利奇菲爾德的美国开国元勋、律師、法学家以及政治人物。在美國獨立戰爭期間，他代表康乃狄克州參加大陆会议，並簽署邦联条例，此後又成爲康涅狄格州最高法院首席大法官。

## 早年生平
亞當斯出生於康乃狄克州斯特拉特福德。是薩繆爾（1703–1788）和瑪麗·費爾柴爾德（1698–1803）的兒子。他的父親在斯特拉特福德從事法律相關的工作，同時在費爾菲爾德縣擔任法官一職。亞當斯就讀於耶鲁大学，並在與父親攻讀法律之前于1760年正式畢業。他最初于斯坦福執業。1772年，他被任命爲利奇菲爾德縣的最高律師，1774年搬至此地居住，並在那裏安家以度過餘生。他于1796年獲得耶魯大學的法醫學位。
亞當斯還是共济会的一員，亦是康乃狄克州利奇菲爾德聖保羅第11俱樂部的成員。

## 政治生涯
隨著美國革命的到來，亞當斯成爲了康乃狄克州安全委員會委員。並於1776至1781年擔任康涅狄格州众议院議員。在美國獨立戰爭期間，他亦擔任康乃狄克州民兵的上校一職。1778年，亞當斯代表康涅狄格州簽署了第二次大陸會議的會議章程，並被視爲美國開國元勛之一。

## 外部鏈接
- 安德魯·亞當斯 (政治家)－美國國會國家人物傳記大辭典
- 在Find a Grave上的安德魯·亞當斯 (政治家)
- 威廉姆·L·克萊門茨圖書館（英语：William L. Clements Library）上安德魯·亞當斯的文集 （页面存档备份，存于）